# Batajnica
Batajnica (srbsko Батајница) je predmestje Beograda. Je del občine Zemun.
V bližini se nahaja Letalska baza Batajnica.